# Schistocichla
Schistocichla là một chi chim trong họ Thamnophilidae.